# Йегер, Франц (певец)
Франц Йегер (нем. Franz Jäger; 1796, Вена — 10 мая 1852, Штутгарт) — австрийско-немецкий певец (тенор) и композитор.

## Биография
Дебютировал в 1818 году на сцене венского Театра ан дер Вин, с 1820 года пел в Венской придворной опере.
В 1825—1828 гг. солист берлинского Кёнигштедтского театра, затем до 1836 г. пел на сцене Штутгартской оперы. Наиболее успешными были выступления Йегера в операх Моцарта, Россини и Лорцинга. Известен также благодаря особой роли в судьбе Франца Шуберта: песня Шуберта «Schäfers Klagelied», исполненная Йегером в концерте 27 февраля 1819 года, стала первым вокальным сочинением Шуберта, прозвучавшим публично.
Автор множества песен, из которых особой популярностью, как сообщал «Энциклопедический словарь Брокгауза и Ефрона», в середине XIX века пользовалась «Der Traum des ersten Kuesses».
Сыновья Йегера, Франц Йегер-младший (1821—1887) и Альберт Йегер (1834—1914), также стали оперными тенорами и пели в Штутгартской опере (в 1843—1884 и 1855—1886 гг. соответственно).